# Молчанова, Ольга Тихоновна
Ольга Тихоновна Молчанова (род. 1938) — советский и польский филолог. Профессор кафедры английской филологии, Щецинский университет (Польша). Доктор филологических наук (1984). Член редколлегии журналов «Вопросы ономастики» (Problems of onomastics) и «Филология и человек» (Россия). Известна как автор «Топонимического словаря Горного Алтая».
Научные интересы: ономастика, тюркология, общее языкознание.

## Биография
Закончила Томский педагогический институт (1955—1960).
В 1969 году защитила кандидатскую диссертацию «Гидронимы и оронимы Горно-Алтайской Автономной области».
В 1979 году выходит её наиболее известное исследование — «Топонимический словарь Горного Алтая», выпущенный в Горно-Алтайске.
В 1984 году защитила докторскую диссертацию «Сопоставительный анализ топонимических систем в языках разных семей».
В 1991 году уехала в польский город Щецин, где работает профессором в Щецинском университете на кафедре английской филологии.
Работая в Польше издала «От слов к алтайским наименованиям. Исследование рельефа и географических мест» и «Грамматику тюркских наименований Горного Алтая».